# Supercopa de Japón 2008
La Supercopa de Japón 2008, también conocida como Supercopa Xerox 2008 (en inglés: Xerox Super Cup 2008) por motivos de patrocinio, fue la 15.ª edición de este torneo.
Fue disputada entre Kashima Antlers, como campeón tanto de la J. League Division 1 2007 como de la Copa del Emperador 2007, y Sanfrecce Hiroshima, como subcampeón de la Copa del Emperador 2007. El partido se jugó el 1 de marzo de 2008 en el Estadio Nacional de la ciudad de Tokio.

## Participantes
| Bandera de Prefectura de Ibaraki   | Kashima Antlers     | Campeón de la J. League Division 1 (2007) Campeón de la Copa del Emperador (2007) |
| Bandera de Prefectura de Hiroshima | Sanfrecce Hiroshima | Subcampeón de la Copa del Emperador (2007)                                        |

## Partido
| 1 de marzo de 2008, 13:35 (UTC+9) | Kashima Antlers                                    | 2:2 (0:0) (3:4 p.)         | Sanfrecce Hiroshima                         | Estadio Nacional, Tokio                                    |                                                            |
|                                   | Motoyama 49' · Nozawa 52'                          | Reporte                    | Kubo 80' (pen.) · Satō 85'                  | Asistencia: 27.245 espectadores Árbitro(s): Masaaki Iemoto | Asistencia: 27.245 espectadores Árbitro(s): Masaaki Iemoto |
|                                   |                                                    | Tiros desde el punto penal |                                             |                                                            |                                                            |
|                                   | Marquinhos · Chūgo · Danilo · Motoyama · Ogasawara |                            | Morisaki · Stoyanov · Makino · Jukić · Satō |                                                            |                                                            |

### Detalles
| 21         | Guardameta     | Hitoshi Sogahata    |     |
| 2          | Defensa        | Atsuto Uchida       |     |
| 3          | Defensa        | Daiki Iwamasa       |     |
| 4          | Defensa        | Gō Ōiwa             |     |
| 7          | Defensa        | Tōru Araiba         |     |
| 15         | Centrocampista | Takeshi Aoki        |     |
| 40         | Centrocampista | Mitsuo Ogasawara    |     |
| 10         | Centrocampista | Masashi Motoyama    |     |
| 8          | Centrocampista | Takuya Nozawa       | 75' |
| 18         | Delantero      | Marquinhos          |     |
| 9          | Delantero      | Yūzō Tashiro        | 83' |
| Entrenador | Entrenador     | Oswaldo de Oliveira |     |

| 21         | Guardameta     | Kōichi Kidera      |     |
| 24         | Defensa        | Ryōta Moriwaki     |     |
| 2          | Defensa        | Ilian Stoyanov     |     |
| 5          | Defensa        | Tomoaki Makino     |     |
| 16         | Centrocampista | Ri Han-Jae         |     |
| 6          | Centrocampista | Toshihiro Aoyama   | 73' |
| 17         | Centrocampista | Kōta Hattori       |     |
| 20         | Centrocampista | Shin'ichirō Kuwada | 45' |
| 7          | Centrocampista | Kōji Morisaki      |     |
| 11         | Delantero      | Hisato Satō        |     |
| 18         | Delantero      | Ryūichi Hirashige  | 57' |
| Entrenador | Entrenador     | Mihailo Petrović   |     |

| 16 | Centrocampista | Masaki Chūgo | 75' |
| 11 | Centrocampista | Danilo       | 83' |

| 15 | Centrocampista | Yōjirō Takahagi | 45' |
| 39 | Delantero      | Tatsuhiko Kubo  | 57' |
| 9  | Delantero      | Stjepan Jukić   | 73' |

| Anotado | 49' | Masashi Motoyama | 1-0 |
| Anotado | 52' | Takuya Nozawa    | 2-0 |

| Anotado · Penal | 80' | Tatsuhiko Kubo | 2-1 |
| Anotado         | 85' | Hisato Satō    | 2-2 |

| Marquinhos       | Acierto de penal           | 1:0 |                          |                |
|                  |                            | 1:1 | Acierto de penal         | Kōji Morisaki  |
| Masaki Chūgo     | Acierto de penal           | 2:1 |                          |                |
|                  |                            | 2:2 | Acierto de penal         | Ilian Stoyanov |
| Danilo           | Fallo de penal (Travesaño) | 2:2 |                          |                |
|                  |                            | 2:3 | Acierto de penal         | Tomoaki Makino |
| Masashi Motoyama | Fallo de penal (Desviado)  | 2:3 |                          |                |
|                  |                            | 2:3 | Fallo de penal (Atajado) | Stjepan Jukić  |
| Mitsuo Ogasawara | Acierto de penal           | 3:3 |                          |                |
|                  |                            | 3:4 | Acierto de penal         | Hisato Satō    |

| Amonestado | 7'  | Daiki Iwamasa    |
| Amonestado | 42' | Takeshi Aoki     |
| Amonestado | 79' | Gō Ōiwa          |
| Amonestado | DP  | Hitoshi Sogahata |
| Amonestado | DP  | Masaki Chūgo     |

| Amonestado | 33' | Ri Han-Jae    |
| Amonestado | 60' | Kōta Hattori  |
| Amonestado | 84' | Stjepan Jukić |
| Amonestado | 89' | Hisato Satō   |

| Otorgado · Expulsado | 12' | Daiki Iwamasa |
| Expulsado            | DP  | Gō Ōiwa       |

| Otorgado · Expulsado | 38' | Ri Han-Jae |

| Árbitro             | Masaaki Iemoto     |
| Árbitros asistentes | Toshiyuki Nagi     |
| Árbitros asistentes | Susumu Takeda      |
| Cuarto árbitro      | Nobutsugu Murakami |

| 21         | Guardameta     | Hitoshi Sogahata    |     |
| 2          | Defensa        | Atsuto Uchida       |     |
| 3          | Defensa        | Daiki Iwamasa       |     |
| 4          | Defensa        | Gō Ōiwa             |     |
| 7          | Defensa        | Tōru Araiba         |     |
| 15         | Centrocampista | Takeshi Aoki        |     |
| 40         | Centrocampista | Mitsuo Ogasawara    |     |
| 10         | Centrocampista | Masashi Motoyama    |     |
| 8          | Centrocampista | Takuya Nozawa       | 75' |
| 18         | Delantero      | Marquinhos          |     |
| 9          | Delantero      | Yūzō Tashiro        | 83' |
| Entrenador | Entrenador     | Oswaldo de Oliveira |     |

| 21         | Guardameta     | Kōichi Kidera      |     |
| 24         | Defensa        | Ryōta Moriwaki     |     |
| 2          | Defensa        | Ilian Stoyanov     |     |
| 5          | Defensa        | Tomoaki Makino     |     |
| 16         | Centrocampista | Ri Han-Jae         |     |
| 6          | Centrocampista | Toshihiro Aoyama   | 73' |
| 17         | Centrocampista | Kōta Hattori       |     |
| 20         | Centrocampista | Shin'ichirō Kuwada | 45' |
| 7          | Centrocampista | Kōji Morisaki      |     |
| 11         | Delantero      | Hisato Satō        |     |
| 18         | Delantero      | Ryūichi Hirashige  | 57' |
| Entrenador | Entrenador     | Mihailo Petrović   |     |

| 16 | Centrocampista | Masaki Chūgo | 75' |
| 11 | Centrocampista | Danilo       | 83' |

| 15 | Centrocampista | Yōjirō Takahagi | 45' |
| 39 | Delantero      | Tatsuhiko Kubo  | 57' |
| 9  | Delantero      | Stjepan Jukić   | 73' |

| Anotado | 49' | Masashi Motoyama | 1-0 |
| Anotado | 52' | Takuya Nozawa    | 2-0 |

| Anotado · Penal | 80' | Tatsuhiko Kubo | 2-1 |
| Anotado         | 85' | Hisato Satō    | 2-2 |

| Marquinhos       | Acierto de penal           | 1:0 |                          |                |
|                  |                            | 1:1 | Acierto de penal         | Kōji Morisaki  |
| Masaki Chūgo     | Acierto de penal           | 2:1 |                          |                |
|                  |                            | 2:2 | Acierto de penal         | Ilian Stoyanov |
| Danilo           | Fallo de penal (Travesaño) | 2:2 |                          |                |
|                  |                            | 2:3 | Acierto de penal         | Tomoaki Makino |
| Masashi Motoyama | Fallo de penal (Desviado)  | 2:3 |                          |                |
|                  |                            | 2:3 | Fallo de penal (Atajado) | Stjepan Jukić  |
| Mitsuo Ogasawara | Acierto de penal           | 3:3 |                          |                |
|                  |                            | 3:4 | Acierto de penal         | Hisato Satō    |

| Amonestado | 7'  | Daiki Iwamasa    |
| Amonestado | 42' | Takeshi Aoki     |
| Amonestado | 79' | Gō Ōiwa          |
| Amonestado | DP  | Hitoshi Sogahata |
| Amonestado | DP  | Masaki Chūgo     |

| Amonestado | 33' | Ri Han-Jae    |
| Amonestado | 60' | Kōta Hattori  |
| Amonestado | 84' | Stjepan Jukić |
| Amonestado | 89' | Hisato Satō   |

| Otorgado · Expulsado | 12' | Daiki Iwamasa |
| Expulsado            | DP  | Gō Ōiwa       |

| Otorgado · Expulsado | 38' | Ri Han-Jae |

| Árbitro             | Masaaki Iemoto     |
| Árbitros asistentes | Toshiyuki Nagi     |
| Árbitros asistentes | Susumu Takeda      |
| Cuarto árbitro      | Nobutsugu Murakami |

|                                         |
| Bandera de Prefectura de Hiroshima      |
| Campeón Sanfrecce Hiroshima 1.er título |